# Dioon purpusii
Dioon purpusii  (лат.) — вид саговников семейства Замиевые (Zamiaceae). Видовое латинское название дано в честь ботаника Карла Альберта Пурпуса (1853—1914).
Растение древовидное. Ствол 5 м высотой, 40 см диаметром. Листья тёмно-серо-зелёные, тусклые, длиной 80-160 см, с 150-260 листовых фрагментов; черенок 5-20 см. Средние листовые фрагменты 7-12 см длиной, 8-10 мм в ширину. Пыльцевые шишки узкояйцевидные, зелёные или светло-коричневые, 20-30 см длиной, 7-8 см диаметром. Семенные шишки яйцевидные, светло-коричневые, длиной 35-45 см, 15-20 см, диаметром. Семена яйцевидные, 30-40 мм, шириной 25-35 мм, саркотеста кремовая или белая.
Этот вид является эндемиком штата Оахака, Мексика. Растения растут в тропических лиственных лесах, в крутых оврагах на высотах от 457 до 914 метров над уровнем моря.
Туземцы считают семена лекарственным средством при боли в глазах.
Угрозы этому виду неизвестны. Растения встречаются в Tehuacán-Cuicatlán Biosphere Reserve.